# Simona Păucă

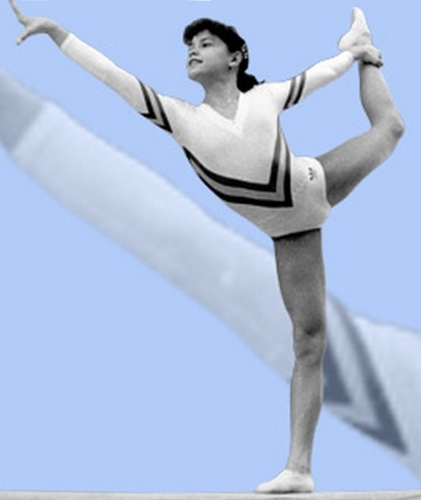
Foto da ginásta romena Simona Păucă.

Simona Păucă (Azuga, 19 de setembro de 1969) é uma ex-ginasta romena que competiu em provas de ginástica artística. Simona fez parte da equipe nacional que conquistou a medalha de ouro por equipes e bronze geral nos Jogos Olímpicos de 1984 em Los Angeles.
Nos mesmos jogos, Simona conquistou a medalha de ouro na trave, empatada com a compatriota Ecaterina Szabó, e a medalha de bronze no individual geral, ficando atrás de Ecaterina Szabó (prata), e da americana Mary Lou Retton (ouro).
Após aposentar-se, trabalhou como treinadora de crianças para seu time de origem, o Dinamo București.